# Дезерташ

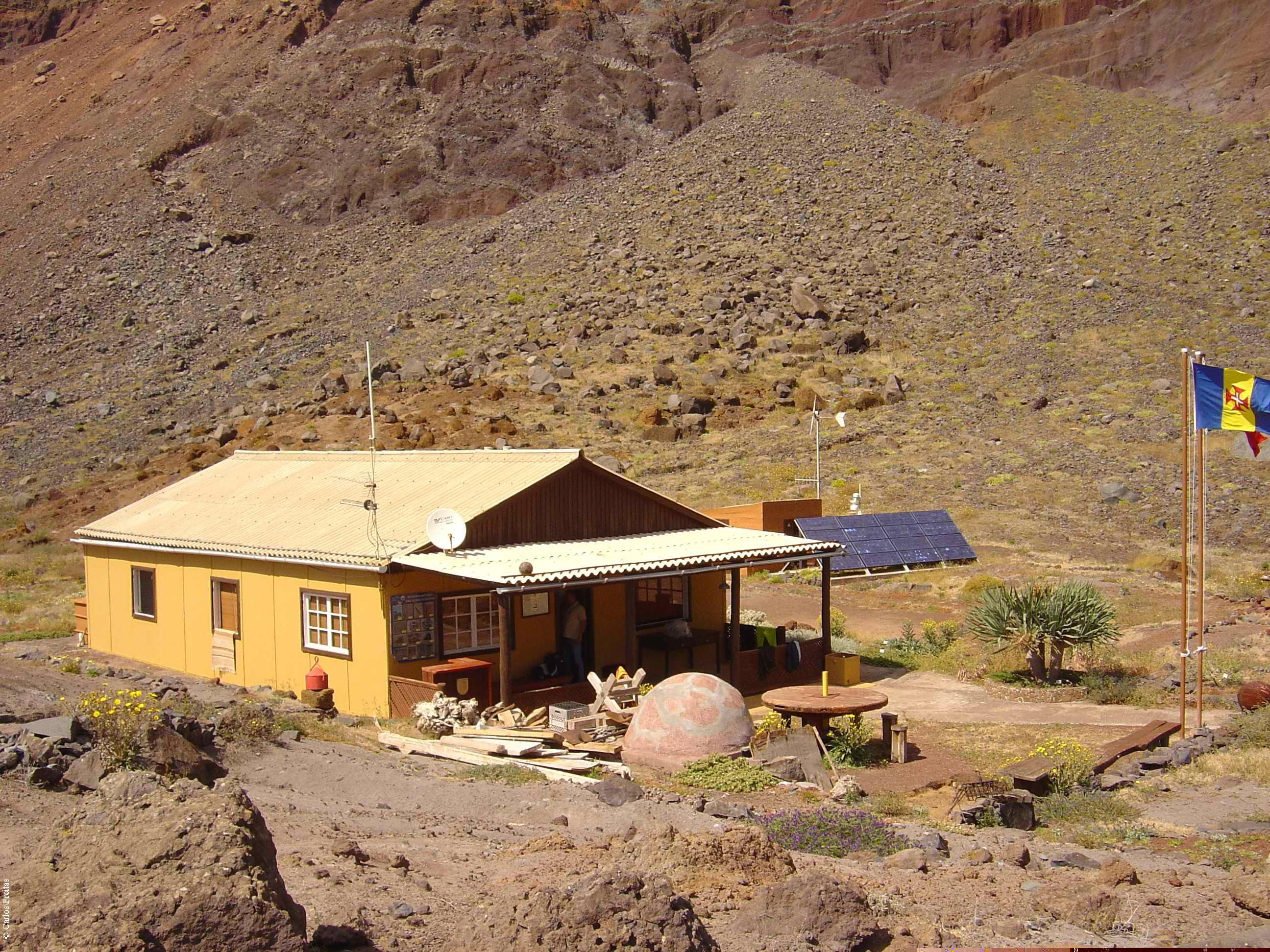
База рейнджерів на острові Дезерта-Гранде

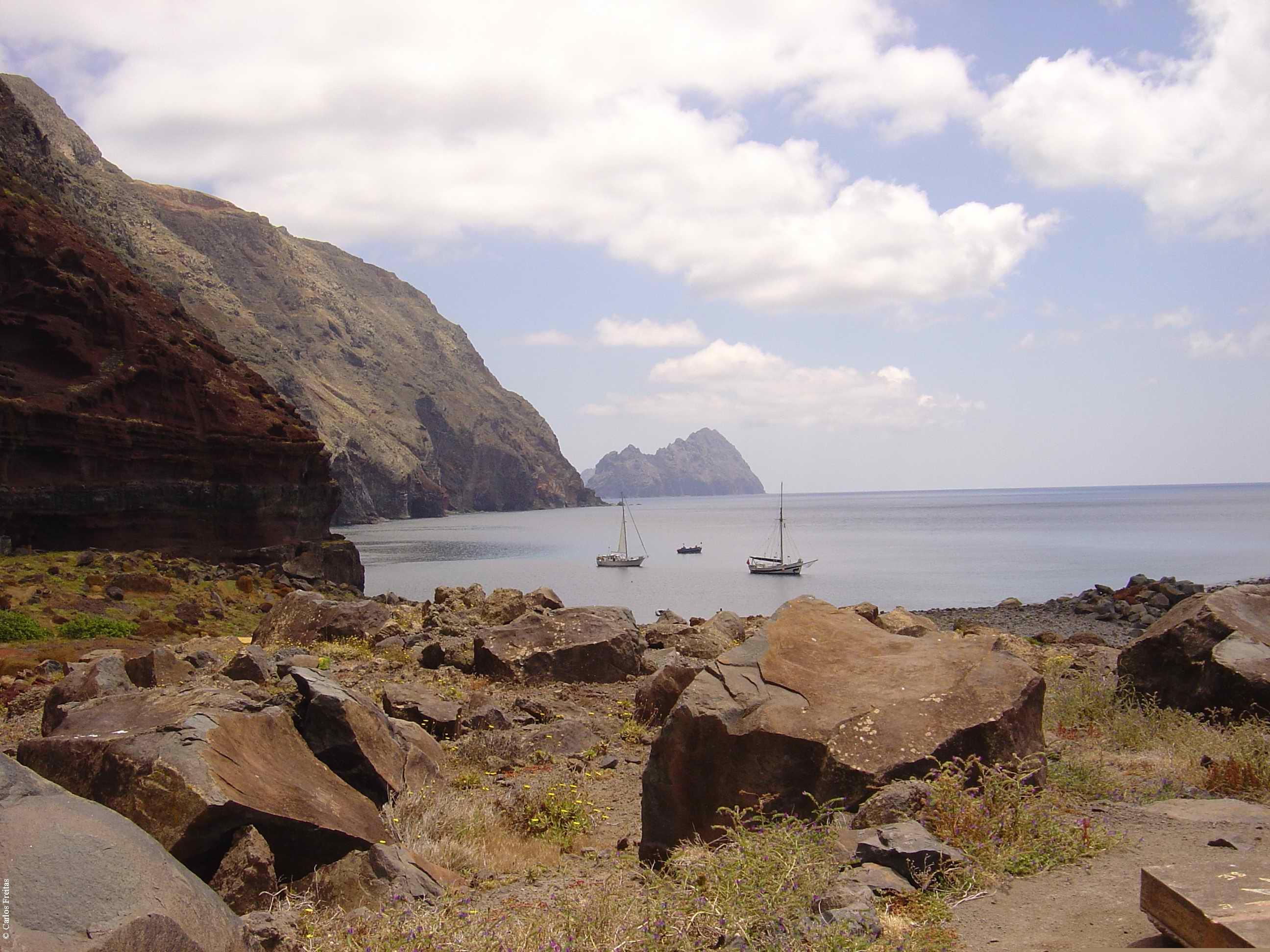
Загальний вигляд острова Дезерта-Гранде

32°29′ пн. ш. 16°29′ зх. д. / 32.483° пн. ш. 16.483° зх. д.
Острови Дезе́рташ (порт. Ilhas Desertas, МФА: ['iʎɐʃ dɨ'zɛɾtɐʃ]) — назва трьох безлюдних, невеликих за розміром островів вулканічного походження, розташованих за 25 км на південний схід від острова Мадейри в Атлантичному океані. Належать Португалії. В адміністративному відношенні є частиною муніципалітету Санта-Круж (Мадейра). Загальна площа — 14,21 км². Береги досить урвисті, ґрунти суглинисті.
Екологічна цінність: острови є місцем проживання 16 видів птахів. Тут також проживають кози, зайці та гризуни, що були завезені з Португалії. Корінними видами є деякі плазуни й тарантули, які характерні для аридного клімату. Крім того, острів є місцем проживання колонії тюленів-монахів (приблизно 23 тварини). Усі три острови (Шау, Дезерта-Гранде і Бужіу) складають однойменний природний заповідник. 
Єдиний острів, що має власне джерело питної води, — Дезерта-Гранде. Проте усі спроби заселення були невдалими через труднощі ведення господарства за практичною відсутністю рослинності та води. Останні десятиріччя острови епізодично використовувалися нечисленними рибалками як місце переховування від шторму та для ночівлі.
В наш час острови є заповідною територією. Причалювання та висадка на берег заборонені.
Територію острова цілодобово охороняє команда з трьох рейнджерів, котра змінюється раз на два тижні.

## Топографічні дані
Площа і висота островів:
| Острови        | Площа (km²) | Висота (m) |
| -------------- | ----------- | ---------- |
| Шау            | 1           | 98         |
| Дезерта-Гранде | 10          | 442        |
| Бужіу          | 3           | 348        |
| Разом          | 14,21       | 442        |

## Коротка історія

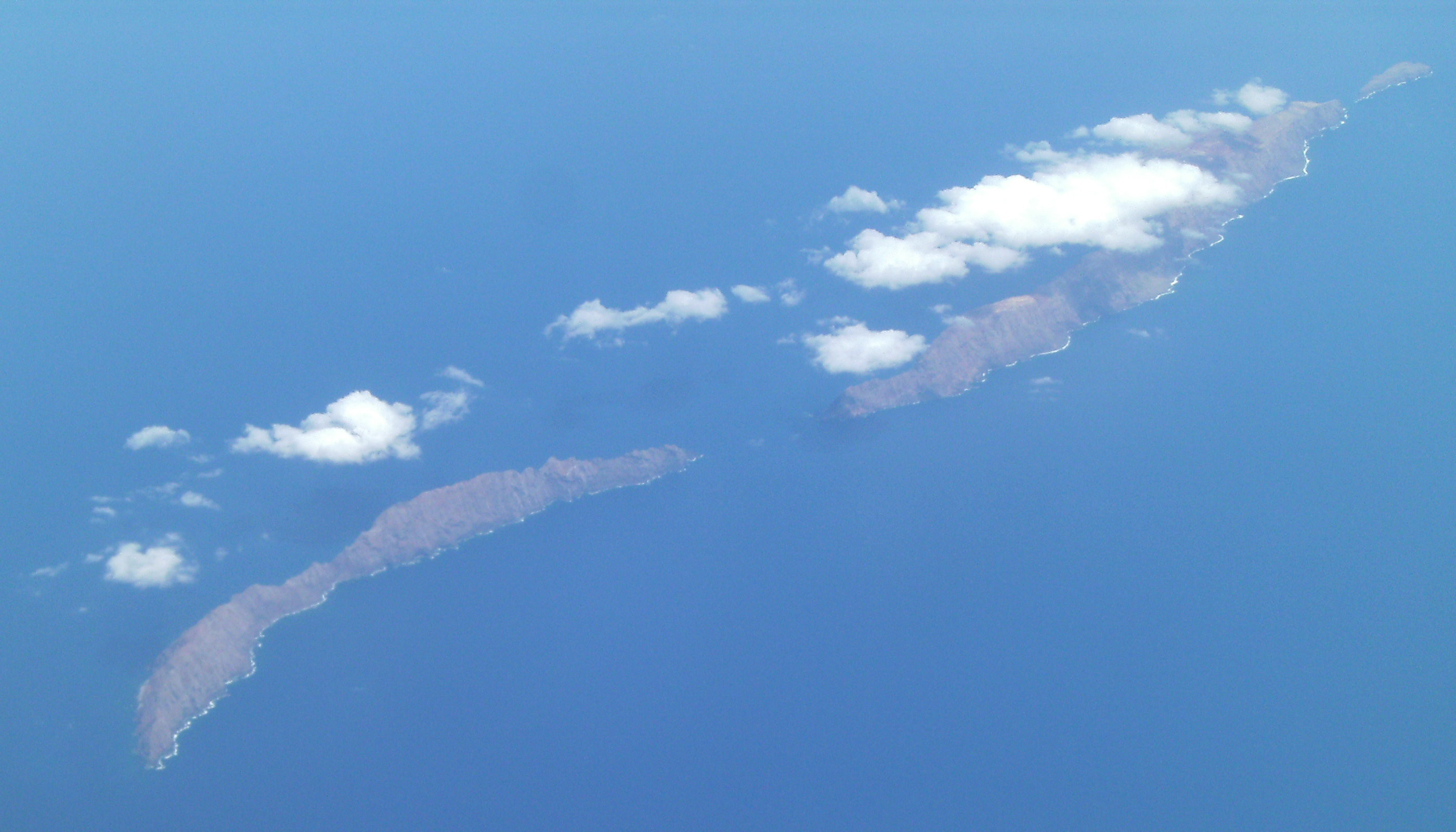
Вигляд з літака

Усі три острови відкрив португальський мореплавець Жуан Гонсалвіш Зарку у 1419/1420 році, під час своєї першої подорожі відкриттів. Він же дав і назву островам «Desertas», що у перекладі з португальської мови означає «пустельні».
Між 1894 і 1971 роками, так само як і острови Селваженш, Дезерташ були приватною власністю двох англійських сімей острова Мадейри. Пізніше були придбані португальським урядом і перетворені на природний заповідник.